# Galeria Jackiewicz
Galeria Jackiewicz w Gdańsku – prywatna galeria sztuki przy ul. Mariackiej 50/52 w Gdańsku.
Powstała w październiku 2007 roku z inicjatywy malarza, profesora i rektora (w latach 1969 – 1981) ASP W Gdańsku Władysława Jackiewicza. Galeria wystawia prace artystów współczesnych tworzących na Wybrzeżu i w większości wywodzących się z gdańskiej uczelni.
Artyści współpracujący:
- Tadeusz Filipek
- Sławomir Grabowy
- Zbigniew Gorlak
- Maciej Gorczyński
- Krystyna Górska
- Magdalena Heyda-Usarewicz
- Władysław Jackiewicz
- Alina Jackiewicz-Kaczmarek
- Włodzimierz Łajming
- Maria Kuczyńska
- Mariusz Kułakowski
- Jan Misiek
- Jacek Mydlarski
- Cezary Paszkowski
- Krzysztof Polkowski